# Alfons II Cnotliwy
Alfons II Cnotliwy (zm. 842) – król Asturii w latach 791-842.
Za panowania Alfonsa znów podjęto ekspansję na tereny arabskie. Proces ten został wstrzymany po śmierci Frueli I.
Król przeniósł stolicę z Pravii do Oviedo i ustanowił tam nowe biskupstwo. W 813 roku, biskup Teodomir, odkrył domniemany grób apostoła Jakuba. W tym miejscu, dzisiejszym Santiago de Compostela, Alfons II kazał wybudować kościół, który stał się jednym z najważniejszych miejsc pielgrzymkowych średniowiecznej Europy.
Jego grobowiec znajduje się w katedrze San Salvador w Oviedo.